# Orientació, navegació i control
Orientació, navegació i control (termes originals de l'anglès guidance, navigation and control abreviat GNC, GN&C, o G&C) és una branca de l'enginyeria que aborda el disseny de sistemes per controlar el moviment de vehicles, especialment, automòbils, vaixells, aeronaus, i naus espacials. En molts casos, aquestes funcions poden ser realitzades per persones capacitades. No obstant això, a causa de la velocitat, per exemple, de la dinàmica d'un coet, el temps de reacció humana és massa lent per controlar aquest moviment. Per tant, els sistemes —ara gairebé exclusivament amb electrònica digital— s'utilitzen per a aquests controls. Fins i tot en els casos en què els éssers humans poden realitzar aquestes funcions, sovint és el cas dels sistemes GNC ofereixen avantatges com ara alleugerir la càrrega de treball de l'operador, alleugerir la turbulència, estalviar combustible, etc. A més, les aplicacions sofisticades de GNC permeten el control automàtic o remot.
- Orientació es refereix a la determinació de la ruta de viatge programada (la "trajectòria") des de la ubicació actual del vehicle fins a una destinació planificada, així com els canvis pertinents en la velocitat, la rotació i l'acceleració per seguir aquesta ruta.[1][2][3]
- Navegació es refereix a la determinació, en un moment determinat, de la ubicació i la velocitat del vehicle (el "vector d'estat") així com la seva actitud.
- Control es refereix a la manipulació de les forces, mitjançant controls de direcció, propulsors, etc., necessaris per executar ordres d'orientació mentre es manté la estabilitat del vehicle.